# 蔣義 (知縣)
蔣義，上饒人，明朝政治人物。
正統五年，接替章惟澄，擔任南直隶常州府宜興縣知縣，后以桃源簿政優。由鄒旦接任知縣。